# Propiltiouracil
Propiltiouracil (PTU) ou 6-n-propiltiouracil (PROP) é uma droga derivada do tiouracilo usada para tratar o hipertiroidismo (incluindo a doença de Graves e crise de tireotoxicose), diminuindo a quantidade de triiodotironina (T3) e tiroxina (T4) produzida pela glândula tireoide.
Possui um pequeno risco de causar agranulocitose, insuficiência hepática e anemia aplástica, e por isso não é mais recomendado como primeira opção, exceto durante a gravidez, quando é mais seguro que as outras opções.
Está na Lista de Medicamentos Essenciais da OMS, uma lista dos medicamentos mais importantes e necessárias em um sistema básico de saúde da Organização Mundial de Saúde.

## Farmacocinética
A administração é oral, com pico de concentrações em sangue em uma hora. Concentra-se ativamente em glândula tireoide. Dependendo do paciente, no entanto, o estado saudável desejado pode não ser alcançada mesmo 4 meses após o início do tratamento. Se liga aproximadamente 70-80% às proteínas e é significativamente ionizado a um pH fisiológico normal, enquanto o metimazol (outro agente antitireoidiana) é substancialmente menos proteína ligada. Ambos são igualmente transferidos através da placenta, mas o propiltiouracil causa menos mal ao feto.

## Efeitos colaterais
As reações adversas ocorrem em menos de 1% dos pacientes tratados. As reações leves incluem: erupções cutâneas, urticária, náuseas, vômitos, dor nas articulações, dormência, perda do paladar, queda anormal de cabelos, dor muscular, dor de cabeça, coceira, sonolência, neurite, edemas, vertigem, pigmentação da pele, icterícia, sialoadenopatia e linfadenopatia.
As reações adversas mais severas são ainda menos freqüentes e incluem; agranulocitose, síndrome semelhante ao lupus, hepatite, periarterite, hipoprotrombinemia, trombocitopenia, sangramento e febre. É interessante notar que aproximadamente 10% dos pacientes com hipertireoidismo não tratados podem apresentar leucopenia.